# کیا مک نیل
کیا مک نیل (انگلیسی: Kia McNeill؛ زادهٔ ۱۵ مهٔ ۱۹۸۶) بازیکن فوتبال اهل ایالات متحده آمریکا است.
از باشگاه‌هایی که در آن بازی کرده‌است می‌توان به بوستون بریکرز، باشگاه فوتبال فیلادلفیا ایندپندنس، و آتلانتا بیت اشاره کرد.
وی همچنین در تیم‌های ملی فوتبال United States U-20 women's national soccer team و زیر ۲۳ سال زنان ایالات متحده آمریکا بازی کرده‌است.